# Acht Unsterbliche

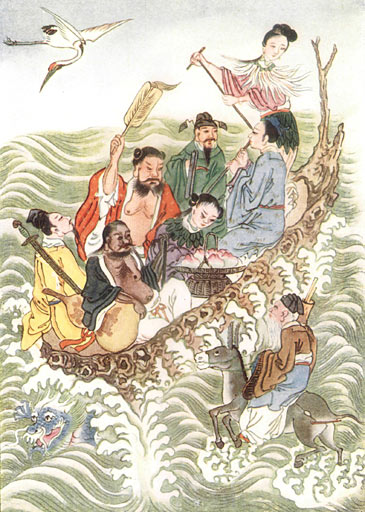
Die Acht Unsterblichen überqueren das Meer, von Myths and Legends of China (1922, E. T. C. Werner). Im Uhrzeigersinn im Boot, beginnend vom Heck: He Xiangu, Han Xiang Zi, Lan Caihe, Li Tieguai, Lü Dongbin, Zhongli Quan, Cao Guojiu und außerhalb des Bootes ist Zhang Guo Lao.

Die Acht Unsterblichen (chinesisch 八仙, Pinyin Bāxiān, Jyutping Baat3sin1) sind Heilige der chinesischen Mythologie und des Daoismus.

## Darstellung
Die Acht Unsterblichen werden meistens dargestellt, wie sie mit ihren unterschiedlichen Fertigkeiten das Meer überqueren (八仙過海，各顯神通。 Bāxiān guò hǎi, gè xiǎn shéntōng.).

“八仙過海，各顯神通。 / 八仙过海，各显神通”

„Bāxiān guò hǎi, gè xiǎn shéntōng.“

„Die Acht Unsterblichen überqueren das Meer, jeder zeigt seine überragende Fähigkeiten.“

Die Legende besagt, dass jeder von ihnen ein besonderes Requisit besaß. Damit gelangten sie zum Geburtstag der Königinmutter des Westens (西王母,  Xīwángmǔ) ins Paradies im Westen (西天,  Xītiān).
Die Acht Unsterblichen sind besonders deshalb beliebt, weil sie allen Menschen in Not beistehen und gegen Ungerechtigkeit und Unterdrückung kämpfen.
Sie verkörpern auch die acht grundlegenden Lebensbedingungen: Jugend, Alter, Armut, Reichtum, Adel, Volk, Weibliches und Männliches.
In den Händen halten sie Gegenstände / Schätze, die sogenannten „Acht Kostbarkeiten“ (八寶).

## Liste
| Bild | Heiliger     | Zeichen | Anmerkungen |
| ---- | ------------ | ------- | --- |
|      | Lü Dongbin   | 呂洞賓  | Ein Gelehrter mit Fliegenwedel und magischem Schwert. Er ist der Schutzheilige der Barbiere.                                                                                           |
|      | Li Tieguai   | 李鐵拐  | Dargestellt mit einer eisernen Krücke und einem Flaschenkürbis. Schutzheiliger der Kranken.                                                                                            |
|      | Zhongli Quan | 鐘離權  | Dargestellt mit einem Fächer, zuständig für das Militär. |
|      | Han Xiangzi  | 韓湘子  | Angeblich der Neffe des Gelehrten Han Yu aus der Tang-Dynastie. Er wird mit einer Flöte gezeigt und ist Schutzpatron der Musiker.                                                      |
|      | Cao Guojiu   | 曹國舅  | Angeblich ein Verwandter des Kaiserhauses der Song-Dynastie. Dargestellt mit Kastagnetten und einem Jadetäfelchen, das Zugang zum Kaiserhof ermöglicht. Schutzpatron der Schauspieler. |
|      | Zhang Guolao | 張果老  | Dargestellt mit einem Maultier und einer Bambustrommel mit Eisenstäben. Schutzheiliger der alten Leute.                                                                                |
|      | Lan Caihe    | 藍采和  | Entweder als Frau oder als Junge dargestellt mit einem Blumenkorb. Schutzheiliger der Blumenhändler.                                                                                   |
|      | He Xiangu    | 何仙姑  | Eine Frau mit Lotosblüte oder Blumenkorb und einem Pfirsich sowie einer Sheng-Mundorgel.                                                                                               |